# Fałd

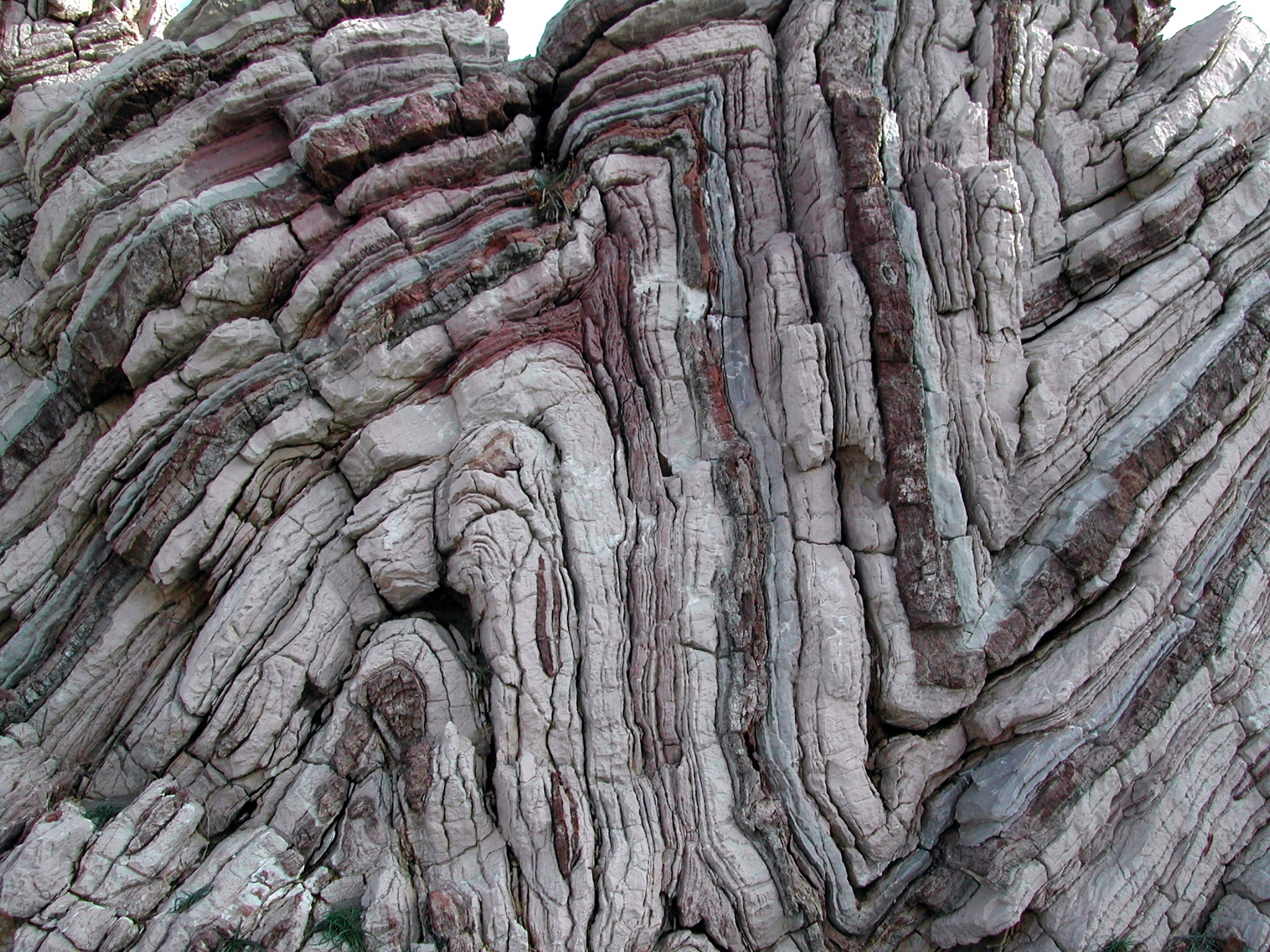
Fałd

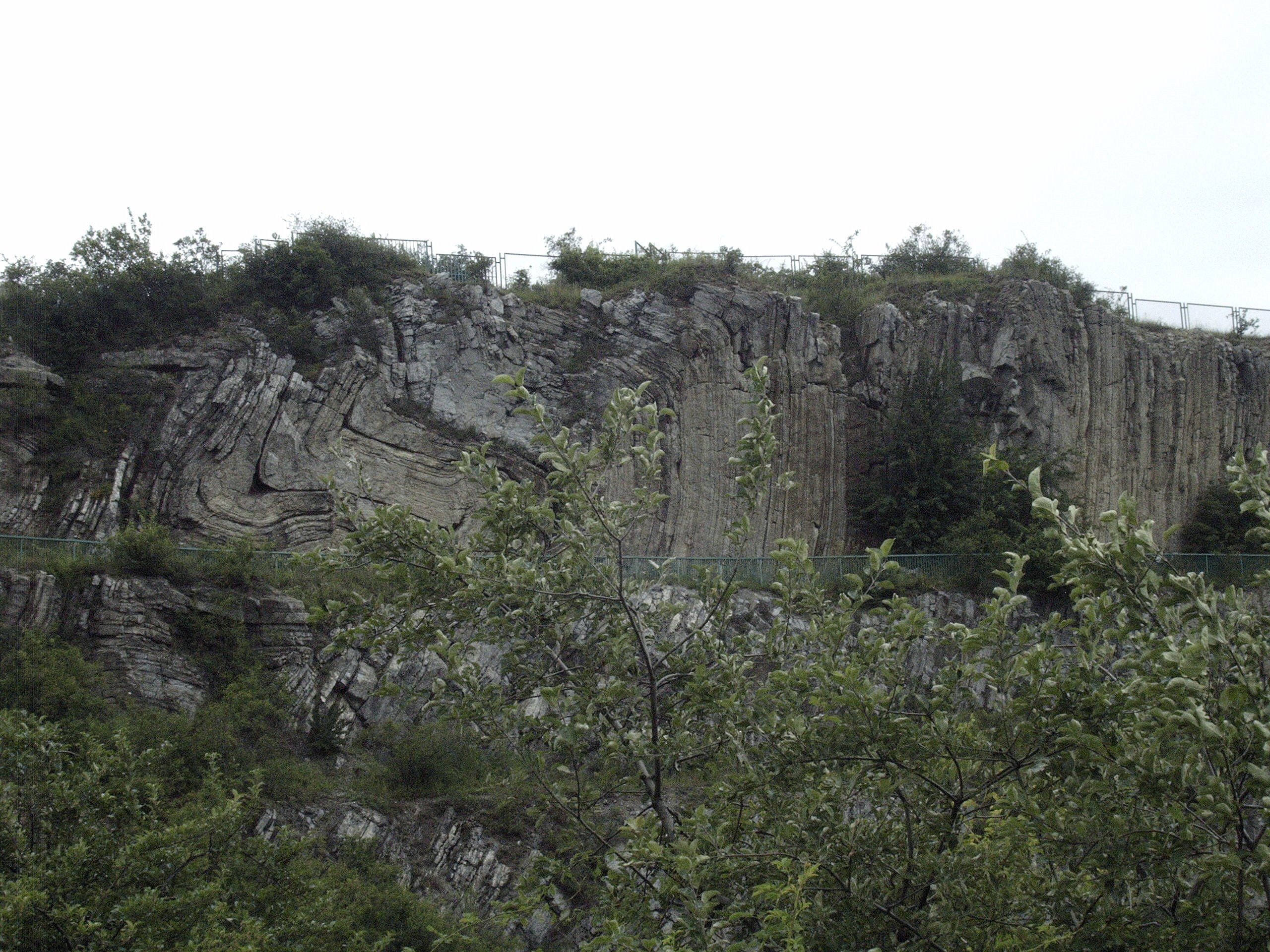
Fałd obalony, rezerwat przyrody "Ślichowice" w Kielcach

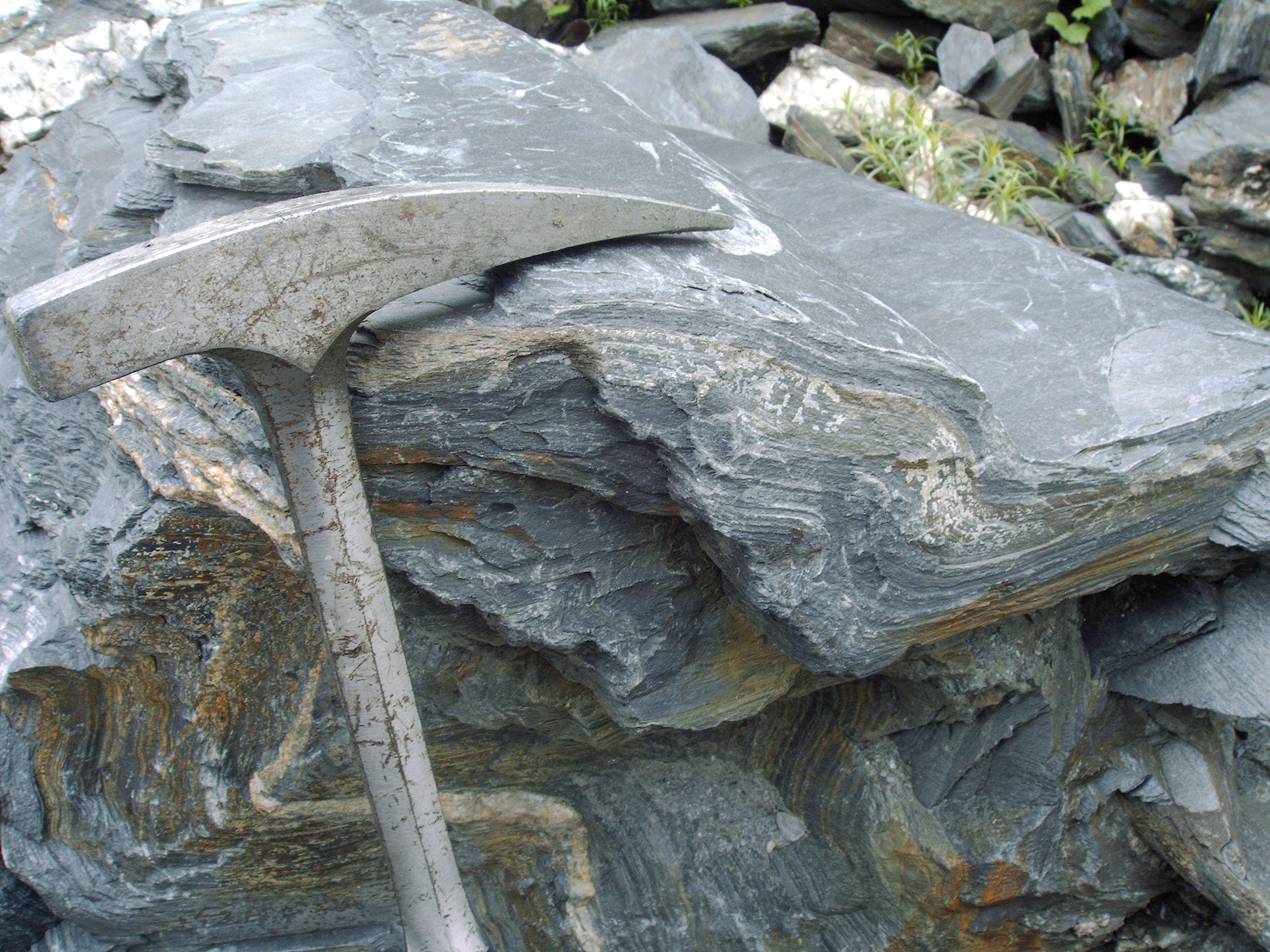
Fałdy z płynięcia na fyllicie, kop. Dewon, Jarnołtówek, Góry Opawskie

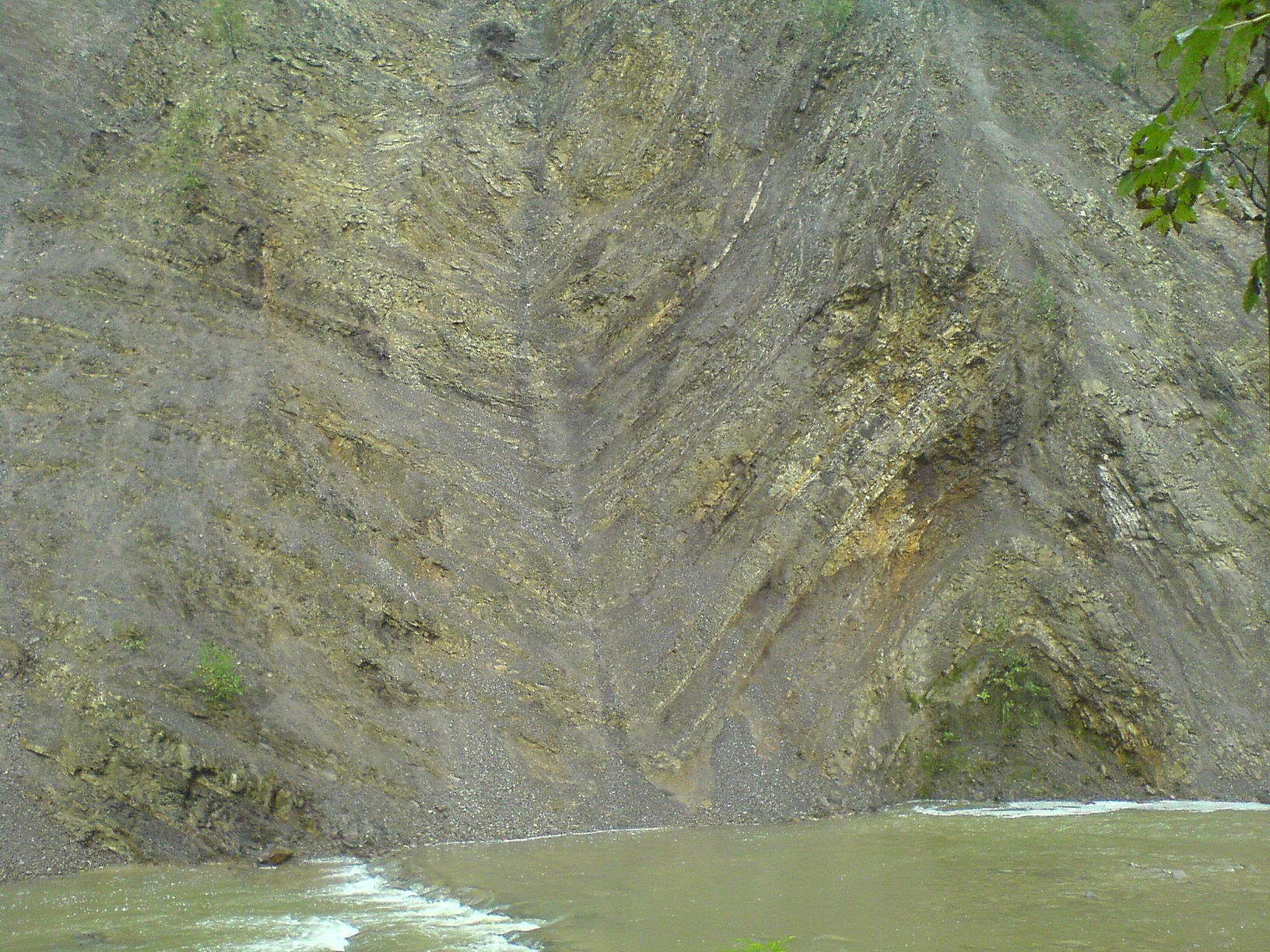
Fałdy ze zginania, sfałdowany flisz karpacki, odsłonięcie Rudawka Rymanowska n. Wisłokiem, okolice Rymanowa

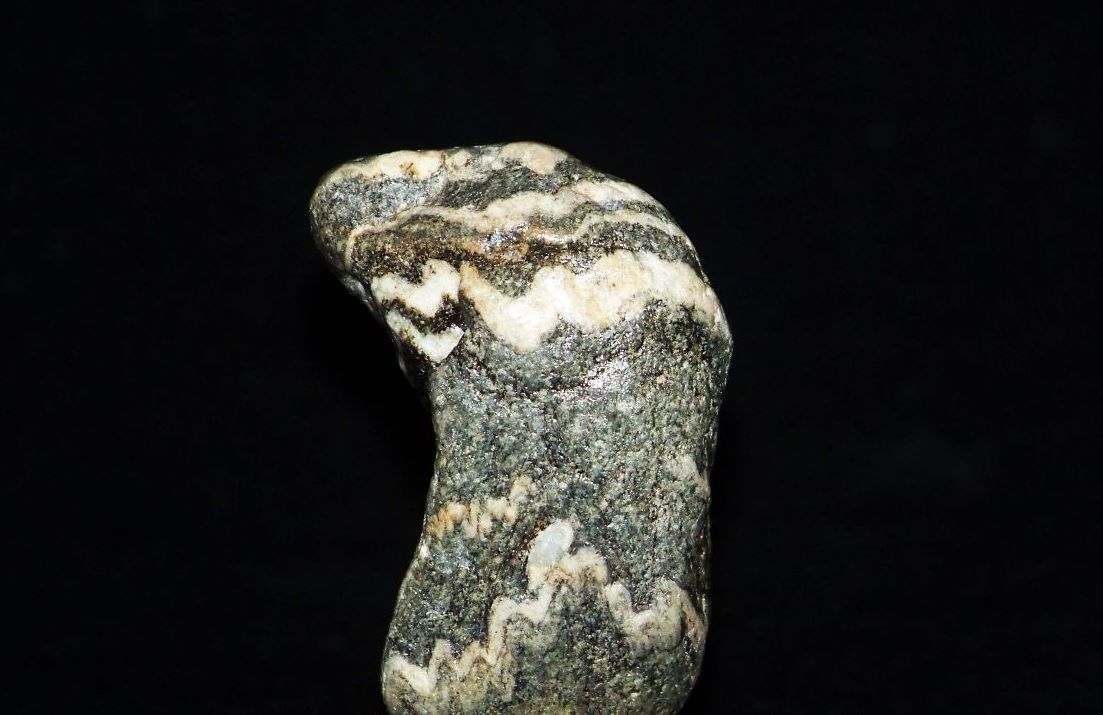
Fałdki ptygmatyczne powstałe w ośrodku elastycznym

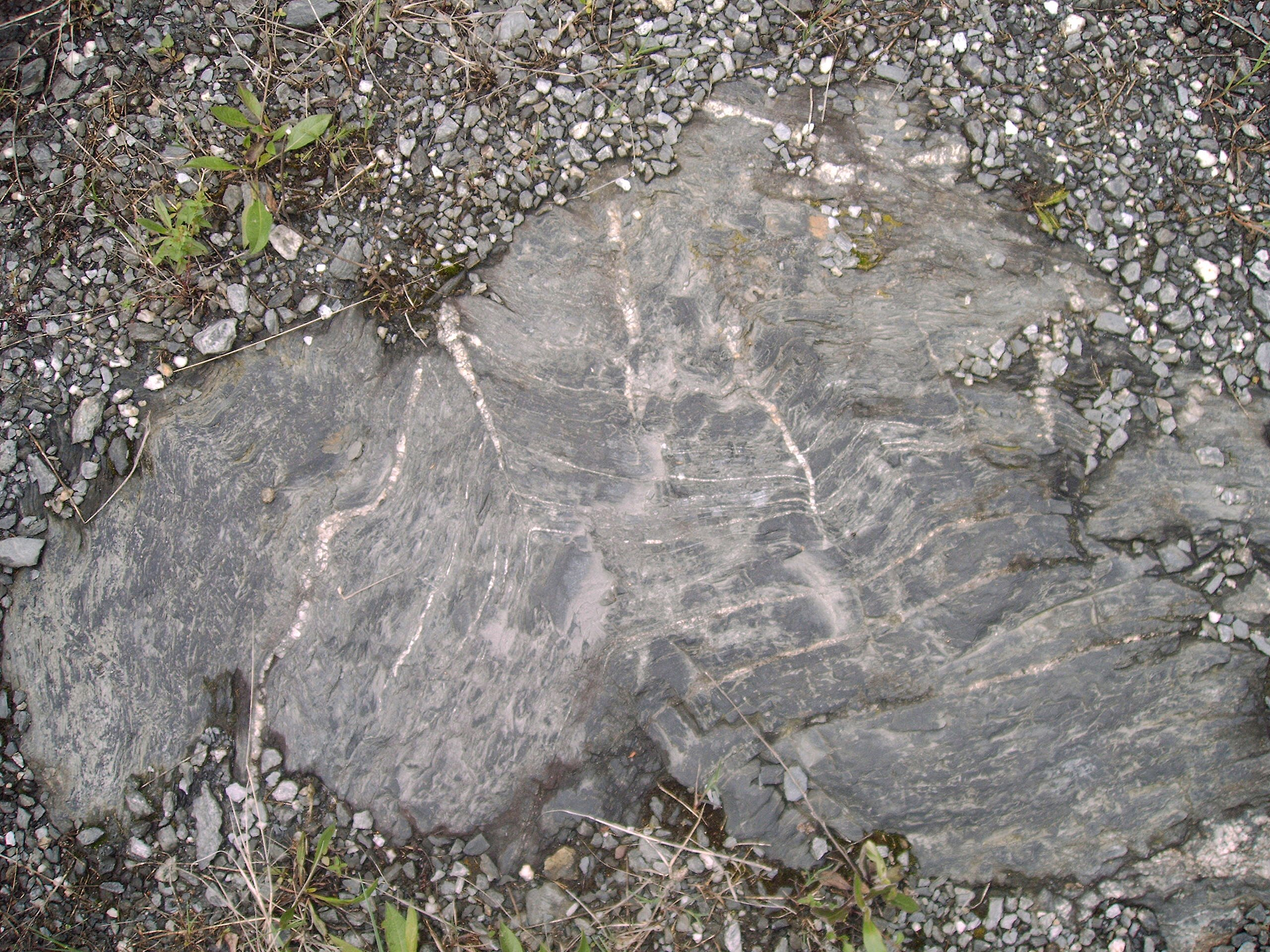
Fałdy powstałe wskutek kompresji, kop. Dewon, Jarnołtówek, Góry Opawskie

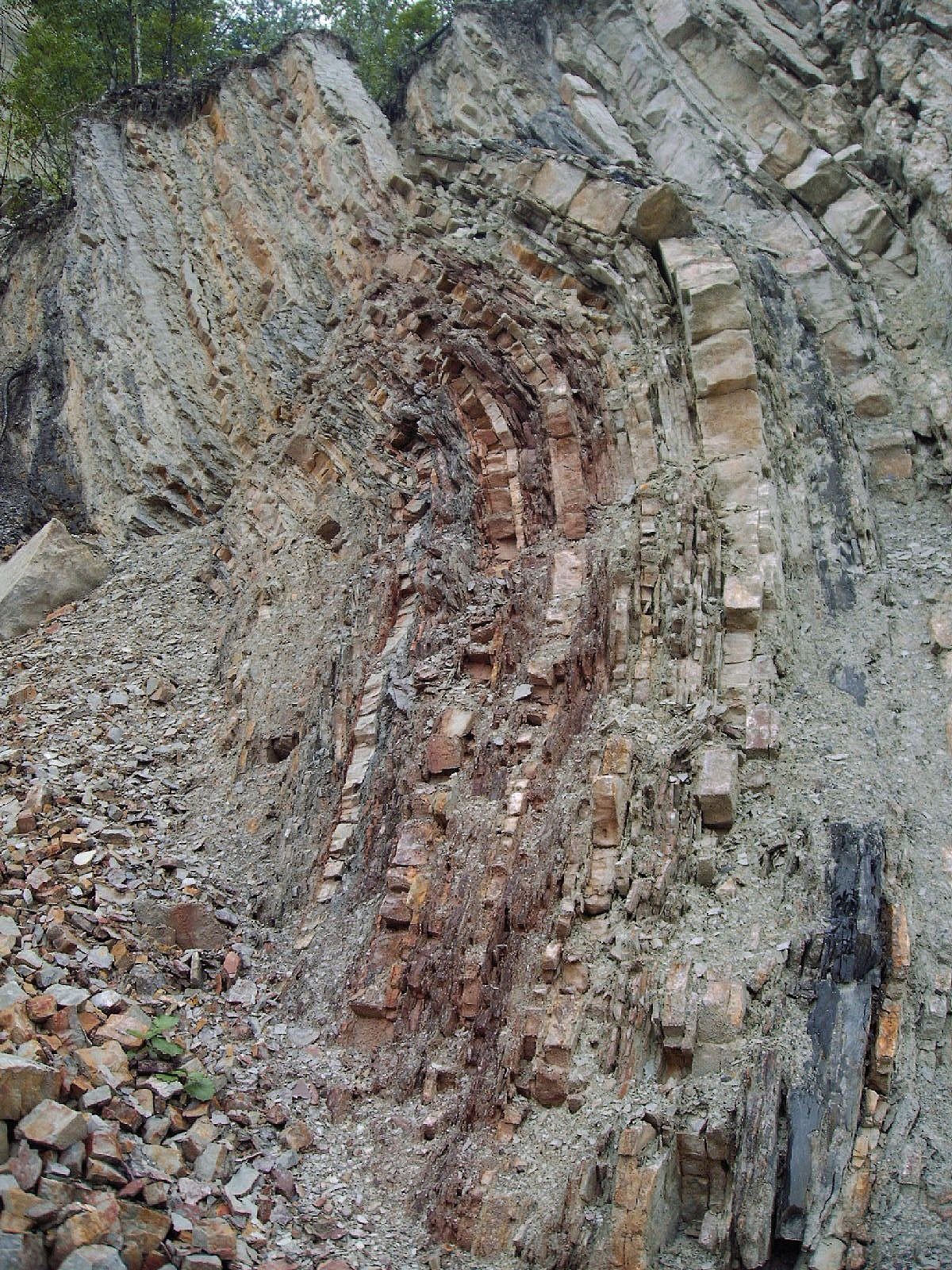
Zafałdowane osady dolnego kambru, reprezentowane przez kwarcyty osadowe, kop. Wiśniówka Duża, koło Kielc

Fałd – struktura tektoniczna, deformacja ciągła, powstała na skutek wygięcia warstw bez przerwania ciągłości ośrodka skalnego. Wyróżnia się dwa rodzaje fałdów: antykliny i synkliny. Antyklina posiada w swoim jądrze utwory starsze, natomiast synklina – młodsze.
Dawniej te dwa rodzaje fałdów klasyfikowano jako elementy pojedynczego fałdu.

## Elementy budowy fałdu
- jądro – wewnętrzna część fałdu
- skrzydło fałdu – część fałdu zawarta między powierzchnią osiową fałdu a powierzchnią osiową fałdu przyległego
- przegub – odcinek warstwy fałdowanej o największej krzywiźnie, zwykle wiąże skrzydła, w wypadku fałdów szerokopromiennych może być trudny do wyodrębnienia

## Parametry fałdu
- oś fałdu – prosta biegnąca wzdłuż największego przegięcia przegubu fałdu
- powierzchnia osiowa fałdu – powierzchnia łącząca osie fałdu w kolejnych ławicach
- promień fałdu – odległość między powierzchniami osiowymi sąsiadujących fałdów mierzona prostopadle

## Klasyfikacje fałdów

### Klasyfikacja geometryczno-kinematyczna
Uwzględnia położenie skrzydeł względem powierzchni osiowej:
- fałdy stojące – fałdy o skrzydłach zapadających pod tym samym kątem w nachylone w przeciwnych kierunkach; powierzchnia osiowa pionowa
- fałdy pochylone – fałdy o skrzydłach zapadających pod różnym kątem w  nachylone w przeciwnych kierunkach; powierzchnia osiowa pochylona
- fałdy obalone – fałdy o skrzydłach zapadających pod różnym kątem w nachylone w jednym kierunku; powierzchnia osiowa pochylona
- fałdy leżące – fałdy o poziomej powierzchni osiowej; wyróżnia się skrzydła górne (grzbietowe) i dolne (brzuszne)
- fałdy przewalone – fałszywa synklina, fałszywa antyklina (geometria wskazuje na obecność np. antykliny, strukturalnie jest to synklina)

### Klasyfikacja ze względu na symetrię fałdu
- symetryczne – skrzydła fałdu są symetryczne względem powierzchni osiowej
- asymetryczne – skrzydła fałdu nie wykazują symetrii w relacji do powierzchni osiowej

### Klasyfikacja ze względu na położenie osi fałdu
- fałdy poziome
- fałdy pochylone
- fałdy pionowe

### Klasyfikacja ze względu na rozmieszczenie w planie
- synkliny, antykliny
- brachysynkliny, brachyantykliny
- kopuły, niecki

### Klasyfikacja ze względu na stosunek promienia fałdu do wysokości fałdu
- fałdy szerokopromienne
- fałdy średnopromienne
- fałdy wąskopromienne

### Klasyfikacja geometryczno-morfologiczna
- fałdy zygzakowate (zębate, szewronowe, dachowe)
- fałdy grzebieniowate
- fałdy hiperboliczne
- fałdy paraboliczne
- fałdy półkoliste
- fałdy skrzynkowe
- fałdy wachlarzowe

### Klasyfikacja ze względu nakąt zbieżności fałdu
- fałdy normalne (otwarte; kąt zbieżności > 0°)
- fałdy izoklinalne (zamknięte; kąt zbieżności = 0°)
- fałdy wachlarzowe (kąt zbieżności < 0°)

### Klasyfikacja strukturalna
- fałdy koncentryczne
- fałdy symilarne
- fałdy dysharmonijne

### Genetyczna klasyfikacja fałdów
- fałdy ze ścinania
- fałdy ze zginania
- fałdy z płynięcia
- fałdy o genezie mieszanej